# Fidel Corrales Jiménez
Fidel Corrales Jiménez est un joueur d'échecs cubain né le 7 juillet 1987 à Pinar del Río. Grand maître international depuis 2009, il est affilié à la fédération américaine des échecs depuis mars 2014. 
Au 1er février 2021, Corrales Jimenez est le 35e joueur américain avec un classement Elo de 2 532 points.

## Biographie et carrière
Fidel Corrales Jiménez finit premier-deuxième ex æquo du championnat continental américaine en 2009 (deuxième au départage derrière Alexander Shabalov) avec 9 points marqués en 11 parties. Grâce à ce résultat, il était qualifié pour la coupe du monde d'échecs 2009 à Khanty-Mansiïsk où il fut éliminé au premier tour par Aleksandr Arechtchenko.
En 2011, il finit sixième du championnat continental panaméricaine avec 7 points sur 9, ce qui lui permit de participer à la coupe du monde 2011 à Khanty-Mansiïsk où il perdit face à Judit Polgár au premier tour. La même année, il remporta le mémorial Carlos Torre au Mexique.
Il a représenté Cuba lors de l'olympiade d'échecs de 2010 où il jouait comme quatrième échiquier et marqua 5 points en neuf parties.